# Luke Littler
Luke Littler (sinh ngày 21 tháng 1 năm 2007) là một vận động viên phi tiêu thể thao chuyên nghiệp người Anh chơi trong các sự kiện của Liên đoàn phi tiêu thể thao chuyên nghiệp (PDC), nơi anh hiện là số 2 thế giới. Anh là đuơng kim vô địch thế giới Liên đoàn phi tiêu thể thao chuyên nghiệp sau khi giành chức vô địch Giải vô địch phi tiêu thể thao thế giới năm 2025, nơi anh trở thành nhà vô địch thế giới trẻ nhất trong lịch sử phi tiêu thể thao lúc 17 tuổi và 347 ngày. Littler đã giành được 11 danh hiệu PDC cấp cao và đồng thời cũng là đương kim vô địch Premier League, Grand Slam và vòng chung kết World Series. Anh cũng đã giành được hai danh hiệu World Series of Darts và Giải vô địch phi tiêu thể thao trẻ thế giới 2023.
Littler là vận động viên trẻ nhất thực hiện cú ném chín phi tiêu trên truyền hình trực tiếp. Anh đã đạt được thành tích đó tại giải đấu Bahrain Darts Masters 2024 lúc 16 tuổi. Anh cũng là người trẻ nhất thực hiện hai cú ném chín phi tiêu trên truyền hình trực tiếp khi thực hiện cú ném thứ hai trong trận chung kết Premier League Darts 2024 lúc 17 tuổi. Littler là vận động viên trẻ nhất thực hiện cú ném chín phi tiêu trên truyền hình trực tiếp vào năm 2021 lúc 14 tuổi. Anh được BBC vinh danh là Vận động viên thể thao trẻ tiêu biểu nhất năm vào năm 2024. Bên cạnh đó, anh cũng là á quân giải thưởng Vận động viên thể thao tiêu biểu nhất năm do BBC bình chọn vào năm 2024, sau Keely Hodgkinson. Sự nổi tiếng của anh ở tuổi 16 đã dẫn đến sự quan tâm ngày càng tăng đối với môn thể thao này thông qua một hiện tượng mới nổi với tên gọi là Littlermania.
Littler nổi tiếng với sức ghi điểm của mình với việc anh thường xuyên đạt được số điểm tối đa là 180 và khả năng chơi thành thạo ở phần số 10 kép của vòng ngoài bảng.

## Thời thơ ấu
Littler sinh ra tại Warrington vào ngày 21 tháng 1 năm 2007 và trải qua tuổi thơ của mình ở Runcorn gần đó trước khi trở về Warrington. Anh có hai anh em trai và một chị gái. Anh bắt đầu chơi phi tiêu khi mới 18 tháng tuổi sau khi cha anh mua cho anh một tấm phi tiêu từ một cửa hàng bán đồ cũ. Anh ghi được 180 điểm đầu tiên khi mới sáu tuổi và hoàn thành phi tiêu số 9 khi mới 13 tuổi. Vào lúc 10 tuổi, anh gia nhập Học viện phi tiêu thể thao St Helens và bắt đầu chơi ở các giải vô địch U-21. Anh đi học tại Học viện Padgate ở Warrington.

## Cuộc sống cá nhân
Luke Littler là vận động viên phi tiêu thể thao chuyên nghiệp đầu tiên có một triệu người theo dõi trên Instagram. Anh chỉ chuyển tài khoản riêng tư ban đầu của mình thành tài khoản được xác minh sau khi giành chức vô địch trẻ thế giới vào tháng 11 năm 2023. Vào ngày 15 tháng 12 năm 2023, khi giải vô địch phi tiêu thể thao thế giới được mở màn, số lượng người theo dõi anh đã tăng từ vài trăm lên 3.944. Chỉ hai mươi ngày sau, con số đã tăng lên là 700.200. Điều này khiến anh trở thành vận động viên phi tiêu thể thao với số lượng người theo dõi cao nhất trên Instagram. Năm ngày sau đó, anh đã có một triệu người theo dõi.
Luke Littler là vận động viên được tìm kiếm nhiều nhất trên Google ở Vương quốc Anh vào năm 2024. Ở hạng mục “Tất cả mọi người”, anh đứng thứ ba, sau Kate Middleton và Donald Trump.
Khi Littler trở nên nổi tiếng trước công chúng trong Giải vô địch phi tiêu thể thao thế giới PDC năm 2024, anh và bạn gái khi đó là Eloise Milburn, người đã chơi phi tiêu tại Giải vô địch phi tiêu thể thao nữ PDC năm 2023 và 2024, đã phải chịu phản ứng dữ dội vì sự chênh lệch tuổi tác của họ, khi anh 16 tuổi và cô 21 tuổi. Họ kết thúc mối quan hệ của mình vào tháng 7 năm 2024.
Anh là người hâm mộ câu lạc bộ bóng đá Manchester United và câu lạc bộ bóng bầu dục liên minh Warrington Wolves.

## Thống kê sự nghiệp

### Kết quả Giải vô địch thế giới

#### WDF
- 2022: Vòng 3 (thua Richard Veenstra 0–3)

#### PDC
- 2024: Á quân (thua Luke Humphries 4–7)
- 2025: Vô địch (thua Michael van Gerwen 7–3)

### Danh sách các chung kết

#### Chung kết chính PDC: 6 (4 lần vô địch, 2 lần á quân)
| Chú thích                                  |
| ------------------------------------------ |
| World Championship (1–1)                   |
| Premier League (1–0)                       |
| Vòng chung kết World Series of Darts (1–0) |
| Grand Slam (1–0)                           |
| Players Championship Finals (0–1)          |

| Kết quả | #  | Năm  | Giải vô địch                 | Đối thủ chung kết  | Kết quả  |
| ------- | -- | ---- | ---------------------------- | ------------------ | -------- |
| Á quân  | 1. | 2024 | World Darts Championship     | Luke Humphries     | 4–7 (s)  |
| Vô địch | 1. | 2024 | Premier League               | Luke Humphries     | 11–7 (l) |
| Vô địch | 2. | 2024 | World Series of Darts Finals | Michael Smith      | 11–4 (l) |
| Vô địch | 3. | 2024 | Grand Slam of Darts          | Martin Lukeman     | 16–3 (l) |
| Á quân  | 2. | 2024 | Players Championship Finals  | Luke Humphries     | 7–11 (l) |
| Vô địch | 4. | 2025 | World Darts Championship     | Michael van Gerwen | 7–3 (s)  |

#### Chung kết PDC World Series: 4 (2 lần vô địch, 2 lần á quân)
| Kết quả | #  | Năm  | Giải vô địch             | Đối thủ chung kết  | Kết quả |
| ------- | -- | ---- | ------------------------ | ------------------ | ------- |
| Vô địch | 1. | 2024 | Bahrain Darts Masters    | Michael van Gerwen | 8–5 (l) |
| Á quân  | 1. | 2024 | Dutch Darts Masters      | Michael van Gerwen | 6–8 (l) |
| Vô địch | 2. | 2024 | Poland Darts Masters     | Rob Cross          | 8–3 (l) |
| Á quân  | 2  | 2024 | Australian Darts Masters | Gerwyn Price       | 1–8 (l) |